# This Is the Day
"This Is the Day" é uma canção da banda The The, escrita por Matt Johnson e lançada como single em 1983. O single alcançou o 71ª lugar no top britânico de singles. Um mês depois foi incluído no álbum Soul Mining.
A canção fez parte da "Lista Rebelde" do programa "Som da Frente" de António Sérgio.
Uma parte da canção foi usada no filme português "O Sangue" (1989) de Pedro Costa.

## Posição nas paradas musicais
| Parada (1983)                  | Melhor posição |
| ------------------------------ | -------------- |
| Reino Unido (UK Singles Chart) | 71             |

### "That Was the Day"
| Parada (1993)                  | Melhor posição |
| ------------------------------ | -------------- |
| Reino Unido (UK Singles Chart) | 17             |

## Versão de Manic Street Preachers
Em setembro de 2011, a banda Manic Street Preachers lançou uma versão de "This Is the Day" para promover a coletânea National Treasures – The Complete Singles, em comemoração do 20º aniversário do lançamento do primeiro disco do grupo. A versão esteve disponível digitalmente e, em sua versão física, acompanhou um CD em edição limitada.

### Faixas
Digital download
1. "This Is the Day" – 3:37
2. "We Were Never Told" – 3:20

HMV exclusive CD
1. "This Is the Day"
2. "Rock 'n' Roll Genius"